# Ncuti Gatwa
Mizero Ncuti Gatwa (Kigali, Ruanda, 15 d'octubre de 1992) és un actor ruandès-escocès. Va començar la seva carrera al Dundee Repertory Theatre. Va ser nominat a un premi Ian Charleson per la seva interpretació de Mercutio en una producció del 2014 de Romeu i Julieta al HOME. Gatwa va tenir el seu paper revelació com l'adolescent gai Eric Effiong a la sèrie de comèdia dramàtica de Netflix Sex Education (2019-2023), que li va valer un Premi BAFTA Escòcia al Millor Actor de Televisió i tres nominacions al Premi BAFTA de Televisió a la Millor Interpretació Masculina de Comèdia. El 2022, va ser elegit per interpretar la quinzena encarnació de Doctor en Doctor Who.

## Primers anys
Gatwa va néixer a Nyarugenge, Kigali, Ruanda, el 15 d'octubre de 1992. El seu pare, Tharcisse Gatwa, del districte de Karongi de Ruanda, és periodista i doctorat en teologia.
La família va escapar de Ruanda durant el genocidi ruandès contra els tutsis el 1994 i es va establir a Escòcia. Vivien a Edimburg i Dunfermline. Gatwa va assistir al Boroughmuir High School i al Dunfermline High School abans de traslladar-se a Glasgow per estudiar al Royal Conservatoire of Scotland, on es va llicenciar en Interpretació el 2013. El Conservatori li va concedir un doctorat honoris causa en la cerimònia de graduació de la promoció de 2022.

## Carrera
Després de graduar-se, Gatwa va obtenir un lloc al programa de graduació d'interpretació del Dundee Repertory Theatre, on va actuar en diverses produccions, entre elles Victoria, de David Greig. Va tenir un breu paper a la comèdia de situació de 2014 Bob Servant, que també va ser ambientada i filmada a Dundee. El 2014, Gatwa va rebre una menció d'honor als premis Ian Charleson per la seva interpretació el 2014 de Mercutio a Romeu i Julieta de HOME, a Manchester.
El 2015, va aparèixer en un paper secundari a la minisèrie Stonemouth, una adaptació de la novel·la homònima del 2012. Aquell mateix any, va actuar a la producció de Kneehigh Theatres de 946, que va ser una adaptació de The Amazing Story of Adolphus Tips de Michael Morpurgo sobre els assajos per al desembarcament del dia D a Devon amb nombroses víctimes mortals. Gatwa va interpretar a Demetrius en la producció de 2016 d'El somni d'una nit d'estiu al Shakespeare's Globe dirigida per Emma Rice.

El maig de 2018, Gatwa va participar en la sèrie de comèdia dramàtica de Netflix Sex Education com Eric Effiong; el programa es va estrenar el 2019 i va obtenir elogis de la crítica. Gatwa va rebre elogis per la seva interpretació d'Eric pels crítics. Ha rebut nombrosos elogis pel seu paper, inclòs un premi BAFTA Escòcia al Millor Actor de Televisió el 2020, i tres nominacions al Premi BAFTA de Televisió a la Millor Interpretació Masculina de Comèdia, una el 2020, 2021 i 2022 consecutivament. L'abril de 2022, Gatwa va formar part del repartiment de Barbie, de Greta Gerwig. L'any següent, va encapçalar la llista de poder TV 100 de Radio Times.

### Doctor Who
El 8 de maig de 2022, es va anunciar que Gatwa havia estat elegit per interpretar Doctor Who com la nova encarnació del protagonista de la sèrie, el Doctor, succeint en el paper Jodie Whittaker. Gatwa, que va ser elegit al febrer, serà el primer actor negre a dirigir la sèrie, el quart actor escocès i el primer actor nascut fora del Regne Unit a fer-ho. S'esperava que assumís el paper en el tercer i últim dels especials, a l'octubre de 2022. La història final del Tretzè Doctor "The Power of the Doctor" va revelar que Gatwa interpretaria el Quinzè Doctor, mentre que David Tennant (que anteriorment havia interpretat al Desè Doctor) tornaria per interpretar el Catorzè Doctor.

## Vida personal
Gatwa es va declarar públicament homosexual en una entrevista concedida a la revista Elle l'agost del 2023, després d'haver evitat parlar de la seva sexualitat malgrat les especulacions populars. En l'entrevista, Gatwa va assenyalar que preferia no etiquetar-se a si mateix, i que s'havia inspirat tant en el seu treball a Sex Education com en una trobada amb una dona ruandesa al Manchester Pride uns anys abans, ja que "mai abans havia conegut a una altra persona ruandesa queer".

## Filmografia

### Cinema
| Any  | Títol                                         | Paper    | Notes | Ref.   |
| ---- | --------------------------------------------- | -------- | ----- | ------ |
| 2019 | Horrible Histories: The Movie – Rotten Romans | Timidius |       | [ 37 ] |
| 2021 | The Last Letter from Your Lover               | efecte   |       | [ 38 ] |
| 2023 | Barbie                                        | Ken      |       | [ 25 ] |

### Televisió
| Any       | Títol                | Paper                    | Notes              | Ref.   |
| --------- | -------------------- | ------------------------ | ------------------ | ------ |
| 2014      | Bob Servant          | Client Masculí           | Episodi: "The Van" | [ 39 ] |
| 2015      | Stonemouth           | Dougie                   | 2 episodis         | [ 19 ] |
| 2019-2023 | Sex Education        | Eric Effiong             | Paper principal    | [ 5 ]  |
| 2023      | Masters of the Air † | 2n tinent Robert Daniels | Pròxima minisèrie  | [ 23 ] |
| 2023      | Doctor Who †         | Quinzè Doctor            | Paper principal    | [ 31 ] |

### Teatre
| Any       | Títol                                   | Paper                            | Lloc                         | Ref.   |
| --------- | --------------------------------------- | -------------------------------- | ---------------------------- | ------ |
| 2013      | Victoria                                | Gavin/Callum/Patrick             | Dundee Rep                   | [ 40 ] |
| 2013      | Hècuba                                  | Polidor                          | Dundee Rep                   | [ 41 ] |
| 2013      | El gran amic gegant                     | Sam/Cap de l'exèrcit/Childchewer | Dundee Rep                   | [ 42 ] |
| 2014      | I aleshores no en quedà cap             | Anthony James Marston            | Dundee Rep                   | [ 43 ] |
| 2014      | Cars and Boys                           | Robert                           | Dundee Rep                   | [ 44 ] |
| 2014      | Woman in Mind                           | Tony                             | Dundee Rep / Birmingham Rep  | [ 45 ] |
| 2014      | Romeu i Julieta                         | Mercutio                         | CASA                         | [ 46 ] |
| 2015      | Shakespeare enamorat                    | Wabash                           | Teatre Noël Coward           | [ 47 ] |
| 2015      | Línies                                  | Valentí                          | El Teatre del Pati           | [ 48 ] |
| 2015–2017 | 946: The Amazing Story of Adolphus Tips | Adolphus                         | El Globus de Shakespeare     | [ 49 ] |
| 2016      | Somni d'una nit d'estiu                 | Demetri                          | El Globus de Shakespeare     | [ 50 ] |
| 2017      | Trouble in Mind                         | John Nevins                      | Sala d'impressió del Coronet | [ 51 ] |
| 2017–2018 | The Claim                               | Serge                            | Teatre Crucible              | [ 52 ] |
| 2018      | The Rivals                              | Capità Jack Absolut              | Teatre Molí d'aigua          | [ 53 ] |